# Lucius Elmer

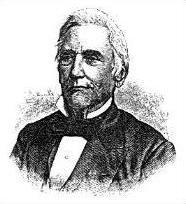
Lucius Elmer

Lucius Quintius Cincinnatus Elmer (* 3. Februar 1793 in Bridgeton, New Jersey; † 11. März 1883 ebenda) war ein US-amerikanischer Jurist und Politiker. Zwischen 1843 und 1845 vertrat er den Bundesstaat New Jersey im US-Repräsentantenhaus.

## Werdegang
Lucius Elmer war ein Sohn des Kongressabgeordneten Ebenezer Elmer (1752–1843) und ein Neffe von US-Senator Jonathan Elmer (1745–1817). Er besuchte private Schulen und studierte danach an der University of Pennsylvania in Philadelphia. Während des Britisch-Amerikanischen Krieges von 1812 stieg er vom Leutnant bis zum Major der Miliz auf. Nach einem anschließenden Jurastudium und seiner 1815 erfolgten Zulassung als Rechtsanwalt begann er, in Bridgeton in diesem Beruf zu arbeiten. Im Jahr 1824 war er als Staatsanwalt tätig. Gleichzeitig begann er eine politische Laufbahn. Zwischen 1820 und 1823 saß er als Abgeordneter in der New Jersey General Assembly, deren Präsident er im Jahr 1823 war. Zwischen 1824 und 1829 fungierte er als Bundesstaatsanwalt für New Jersey; in diesem Amt folgte er auf Joseph McIlvaine.
Politisch wurde Elmer Mitglied der 1828 gegründeten Demokratischen Partei. Bei den Kongresswahlen des Jahres 1842 wurde er im ersten Wahlbezirk von New Jersey in das US-Repräsentantenhaus in Washington, D.C. gewählt, wo er am 4. März 1843 die Nachfolge von Joseph Fitz Randolph antrat. Da er im Jahr 1844 gegen James G. Hampton von der Whig Party verlor, konnte er bis zum 3. März 1845 nur eine Legislaturperiode im Kongress absolvieren. Dabei war er Vorsitzender des Wahlausschusses. Diese Zeit war von den Spannungen zwischen Präsident John Tyler und den Whigs bestimmt. Außerdem wurde damals über eine mögliche Annexion der seit 1836 von Mexiko unabhängigen Republik Texas diskutiert.
In den Jahren 1850 bis 1852 war Elmer Attorney General seines Heimatstaates; von 1852 bis 1869 amtierte er als Richter am New Jersey Supreme Court. Danach zog er sich in den Ruhestand zurück. Er starb am 11. März 1883 in seinem Geburtsort Bridgeton, wo er auch beigesetzt wurde.